# Gonzalo Rodríguez (kierowca)
Gonzalo "Gonchi" Rodríguez (ur. 22 stycznia 1972 roku w Montevideo, zm. 11 września 1999 roku w Monterey) – urugwajski kierowca wyścigowy.

## Kariera
We wczesnych latach kariery ścigał się w Brytyjskiej Formule Renault 2.0 i Brytyjskiej Formule 3. W sezonach 1997–1999 startował w Międzynarodowej Formule 3000. W 1998 roku wygrał dwa wyścigi i zajął trzecie miejsce w klasyfikacji sezonu. W 1999 roku wygrał jeden wyścig i przed ostatnim wyścigiem sezonu zajmował drugie miejsce w klasyfikacji.
W trakcie sezonu 1999 dostał możliwość startu w wyścigu w Detroit, jednej z rund serii CART w zespole Penske Racing. Zajął w nim 12. miejsce zdobywając punkt.
Ponowną okazję startu dostał we wrześniu, na torze Laguna Seca. Jednak podczas treningów przed wyścigiem w jego samochodzie uszkodzeniu uległ przegrzany układ hamulcowy i Gonzalo wypadł z toru przy prędkości przekraczającej 200 km/h uderzając w betonową barierę. Siła uderzenia była tak duża, że samochód przekoziołkował nad ogrodzeniem i wylądował do góry kołami po drugiej stronie bariery ochronnej. Śmierć Rodrígueza była natychmiastowa, a jej przyczyną było pęknięcie czaszki spowodowane przez silne uderzenie w barierę.
Ostatni wyścig sezonu 1999 Formuły 3000 odbył się już po śmierci Urugwajczyka. Wygrał go Jason Watt i wyprzedził Rodrígueza w klasyfikacji końcowej co oznaczało, że ponownie zajął on trzecie miejsce w klasyfikacji końcowej mistrzostw – tym razem pośmiertnie.